# マンサブダーリー制
マンサブダーリー制（マンサブダール制とも）とは、ムガル帝国期のインドで行われた軍人官僚制。3代皇帝であるアクバルの治世において確立された。

## 概要
32段階（当初は33段階）の官位（マンサブ）が定められ、この官位に応じて俸禄が支給された。アクバル帝の末期になると、俸禄高に応じて等級付けされるザート数と、保有するべき騎馬部隊の規模・維持費に応じて等級付けされるサワール数が、その地位を表すようになった。
しかし、既に次代ジャハーンギールの頃から、サワール数の定めを下回る騎兵部隊しか維持できなくなっており、俸禄の支払いも重荷となって、シャー・ジャハーンの時代になると支給額は減少へと向かった。
当初、俸禄は現金で支給されることが目指されていた。しかし、実際には土地の地租徴収権を認める形がとられた。（この地租徴収権を有している者がジャーギールダールと称された。）